# 村上通康
村上 通康（むらかみ みちやす）は、戦国時代の伊予国の武将。河野氏の家臣。村上水軍（来島水軍）の大将。来島城主。
来島 通康（くるしま みちやす）として知られるが、実際に来島氏を名乗ったのは四男の通総が豊臣秀吉に仕えて以降であり、通康自身が来島氏を名乗った事実はない。

## 生涯
通康が幼い時期は府中（現在の愛媛県今治市）で正岡氏、重見氏といった有力者の反乱が続き、これらの鎮圧にあたった来島村上氏は府中方面の最有力者となる。
天文10年（1541年）には伊予一の宮である大山祇神社がある大三島が大内水軍によって襲撃を受けた。河野氏の当主・通直の命を受けた通康は得居・平岡・今岡らの警固衆とともに出陣。能島村上氏の援軍も得て、神官・大祝氏らとともに大内水軍を撃退させた。
通直に篤く信任されていたらしく、その婿の一人となっている。また、通直が子の晴通と対立した際には通直の側につき、河野氏の家督継承者として選ばれたが、河野氏家臣団の多くは晴通を支持したため通直と共に湯築城を逃れた。居城の来島城を攻撃されたが守り抜き、河野氏家臣と和睦。後継者とはなれなかったが、河野一族として河野氏の家紋の使用と越智姓を名乗ることを許されたと言われる。
河野通宣の代になると河野氏の内政、外交、軍事の各方面での中心的役割を果たし、室町幕府関係者や周辺勢力との音信の様子が見られる。
弘治元年（1555年）、毛利元就が陶晴賢と厳島にて戦った際（厳島の戦い）は、旗下の水軍を率いて毛利軍の援軍として参陣した。その後も元就に積極的に協力し、対大内、大友氏戦で水軍を率いて活躍した。
永禄10年（1567年）、伊予宇都宮氏との戦いの最中、急病となり、湯築城へと戻るも、そのまま回復することなく10月23日に死去した（大通寺「来島系譜」）。この直前に元就に河野氏への支援を依頼しており、元就は厳島の戦いへの来援への恩義から伊予への援軍を派遣し、毛利軍は小早川隆景を中心とした軍勢を伊予に上陸させて、宇都宮豊綱とそれを支援する土佐一条氏を打ち破った（毛利氏の伊予出兵）。
通康の死後に娘の1人が穂井田元清に嫁いだ。その子が毛利秀元であり、直系の来島長親と合わせて2人の孫が江戸時代まで大名として続いた。

## 逸話
重見氏との戦いにて、敵将に槍で鎧に穴が残る程の攻撃を受けたが、逆にその敵将を討ち取った、味方の古河内氏が敵将に首を取られたと聞くと敵陣にとって返して首を奪い返した、宇和島合戦では率先して敵陣に突入して勇名を馳せた、など水上のみならず、陸上戦でも武勇伝が多く残っている。
『予陽河野家譜』では河野通直が晴通と争った際に、家臣団に城を攻められた通直が自害しようとするのを押しとどめ、自ら背負って脱出し居城来島城に拠ったとしている。

## 考証
通康の事跡については不明な点も多いため、今なお多くの議論がなされている。
- 通康の父を康吉とするものもあるが、江戸時代初期に江戸幕府が作成した『寛永諸家系図伝』においても越智姓河野氏の通直娘婿として位置づけられており実父についてははっきりしない。
- 厳島の戦いについては毛利氏側への非参戦説も存在する。
- 通説では河野通宣の室とされている宍戸隆家の娘（毛利元就の外孫）は元々は通康の後室または側室で、通康の死後に通宣と再婚したとする説がある。
- 河野通直（伊予守）を、通康の息であるとする説がある（通直の母・天遊永寿が上記の宍戸隆家の娘とされることから来ている説である）。

## 家臣団
- 村上吉継 - 河内守、伊予甘崎城主。一条氏との戦いでは河野氏側の主力として活躍した他、第一次木津川口の戦いにも参戦している。
- 村上吉郷 - 越後守。
- 原興生 - 豊前守。